# Anna Stuartovna
Anna Stuartovna (6. únor 1665 – 1. srpen 1714) byla královnou Anglie, Skotska a Irska. Stala se nástupkyní svého švagra Viléma III. Parlament prohlásil útěk jejího katolického otce Jakuba II. ze země v důsledku slavné revoluce za abdikaci na trůn. Její švagr a sestra Marie se poté stali společnými vládci země. Po smrti Marie vládl Vilém samostatně až do své smrti roku 1702.
Od 1. května 1707 se na základě zákonů o unii Anglie a Skotsko spojily do jednoho suverénního státu - Království Velké Británie. Anna se stala jeho první královnou a zároveň zůstala královnou Irska. Anna vládla až do své smrti v srpnu 1714 a byla poslední královnou Anglie a poslední královnou Skotska. Anna zemřela bez potomků (její poslední žijící syn Vilém zemřel roku 1700) a byla i posledním panovníkem rodu Stuartovců. Jejím nástupcem se stal Jiří I., příslušník Hannoverské dynastie.

## Mládí
Anna se narodila 6. února 1665 v St James's Palace jako druhá dcera Jakuba, vévody z Yorku (později Jakuba II.), a jeho první manželky Anny Hydeové. Jejím strýcem byl Karel II. a její starší sestrou Marie (později Marie II. Stuartovna). Anna strávila delší dobu až do roku 1670 ve Francii, kde si léčila oční infekci. Okolo roku 1673 se seznámila se Sarah Jenningsovou, která se stala její blízkou přítelkyní a rádkyní. Sarah se později vdala za Johna Churchilla, který se stal Anniným nejdůležitějším generálem.
Roku 1673 vešla ve známost konverze jejího otce Jakuba ke katolictví. Na příkaz Karla II. byly Anna a její sestra Marie vyučovány v duchu přísného protestantismu. 28. července 1683 se Anna provdala za protestantského dánského prince Jiřího, syna dánského krále Frederika III.

## Zákon o nástupnictví
Jinak šťastné manželství Jiřího a Anny bylo poznamenáno problémy s následníky. Do roku 1700 prodělala Anna nejméně osmnáct těhotenství. Třináctkrát potratila nebo se dítě narodilo mrtvé, čtyři další děti se nedožily věku dvou let. Jejich jediná naděje, syn Vilém (* 24. července 1689) zemřel 29. července 1700 několik dní po svých jedenáctých narozeninách na neštovice; při následné obdukci bylo navíc zjištěno, že chlapec trpěl hydrocefalií. Tak velká úmrtnost potomstva je – ostatně jako u mnoha dalších příslušníků královských rodů a šlechty – i v tomto případě dostatečně silnou indicií pro domněnku, že princ Jiří trpěl syfilidou.
Princezna Anna tak byla jediným právoplatným nástupcem na trůn podle Bill of Rights. Pokud by zemřela, otevřela by se pro jejího mladšího nevlastního bratra Jakuba Františka, syna sesazeného krále Jakuba II. z jeho druhého manželství s Marií z Modeny, možnost nárokovat si trůn.
Parlament v obavě před touto možností vydal zákon Act of Settlement 1701, který určoval jako další nástupce po Anně Žofii z Hannoverské dynastie a její protestantské potomky. Vilém III. zemřel 8. března 1702 a Anna byla 23. dubna korunována královnou.

## Vláda

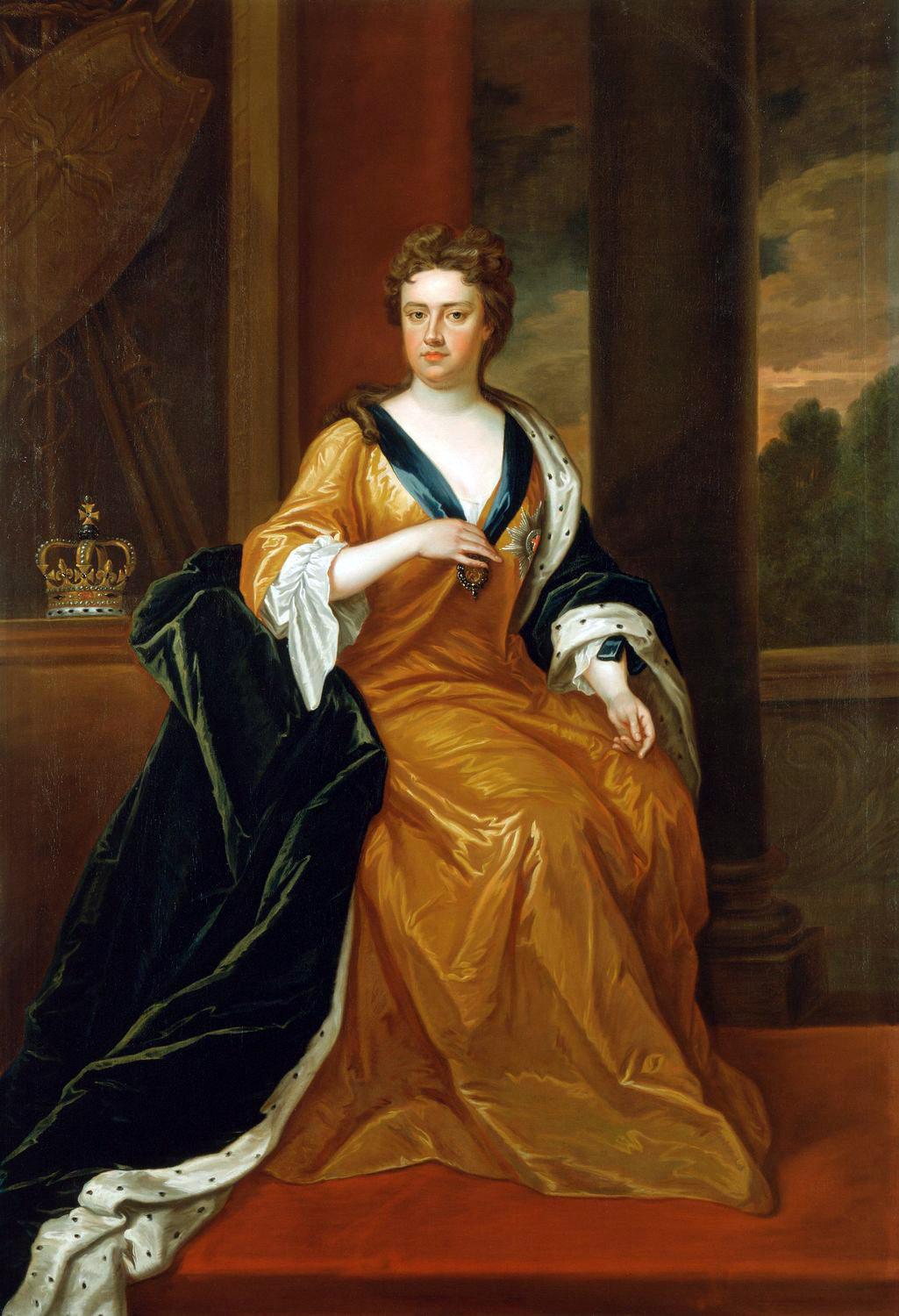
Portrét Anny Stuartovny

Téměř ihned po nástupu na trůn se Anna zapojila do války o španělské dědictví. Tato válka pokračovala až téměř do konce jejího panování. Anna po svém nástupu jmenovala svého manžela admirálem královského loďstva a vrchním velitelem armády se stal lord Marlborough.
Po vydání zákona o následnictví roku 1701 zahájila jednání se skotským parlamentem a zemskými stavy, které chtěly zachovat nástupnické právo na trůn pro Stuartovce. Reakcí skotských představitelů na zákon o následnictví bylo vydání zákona (Act of Security), který uváděl, že pokud Anna zemře bez potomků, její následník bude zemskými stavy vybrán z příslušníků stuartovské dynastie. Královský souhlas byl tomuto zákonu udělen poté, co Skotové hrozili stažením svých vojáků z Evropy a odmítli zavést nové daně.

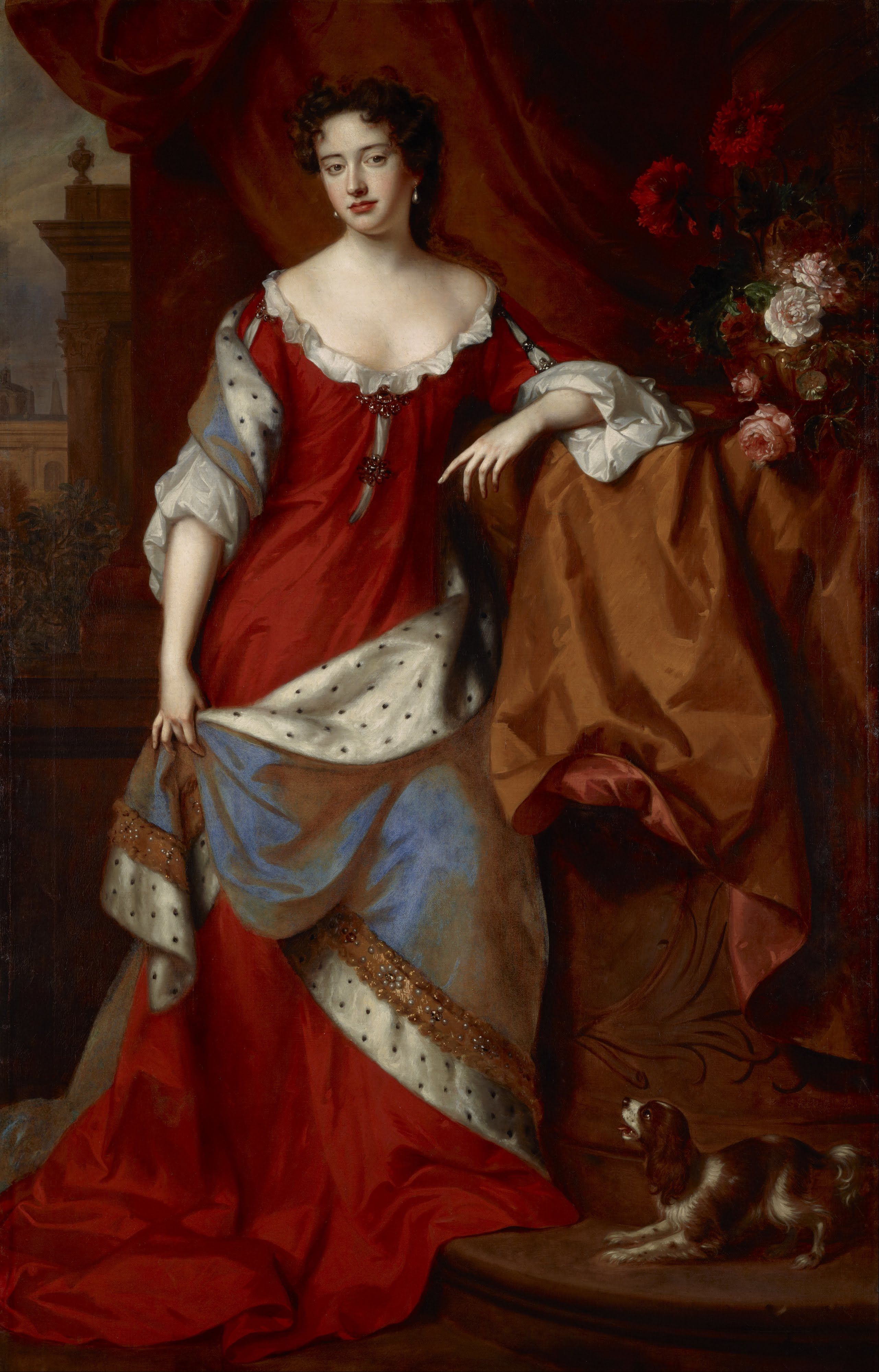
mladá Anna Stuartovna

Na oplátku anglický parlament vydal zákon (Alien Act 1705), který uvalil na skotské poddané ekonomické sankce a prohlásil Skoty nepřáteli (a tím postavil mimo zákon právo vlastnit majetek v Anglii), pokud Skotové nezruší Act of Security, nebo pokud nedojde k sjednocení Skotska s Anglií. Skotské zemské stavy nakonec zvolily sjednocení a byla jmenována komise, která měla dojednat podrobnosti sjednocení obou zemí. Komise vypracovala pravidla sjednocení, která byla přijata skotským parlamentem 16. ledna 1707 a anglickým parlamentem 6. března 1707. Podle těchto zákonů se Anglie a Skotsko staly od 1. května 1707 jedním sjednoceným královstvím nazývaným Království Velké Británie.
Její vláda byla poznamenána vznikem dvou politických stran. Anna preferovala torye vedené Sidneym Godolphinem, ti také tvořili její první kabinet. Vzhledem k tomu, že podporovali válku o španělské dědictví, stávali se později vlivnějšími whigové. Po vítězství v bitvě u Blenheimu se stal vlivným lord Marlborough, který fakticky vládl se svými dvěma zástupci.
Annin manžel Jiří zemřel v říjnu 1708. Whigové využili královnina stavu a vytvořili vládu, vedenou lordem Godolphinem, ve které měli převažující zastoupení. Anna si přesto uchovala vliv, protože trvala na tom, že úřad admirála královského loďstva bude zastávat ona sama. Politický tlak ji ale přinutil, aby v listopadu jmenovala admirálem člověka navrženého whigy.

## Odkaz
Anna zemřela 1. srpna 1714 na dnu a byla pohřbena ve Westminsterském opatství. Britským panovníkem se stal Jiří, syn Žofie Hannoverské (Žofiina matka Alžběta Stuartovna a Annin dědeček Karel I. Stuart byli sourozenci, děti krále Jakuba I. Stuarta), jež zemřela krátce před Anninou smrtí.
Období vlády královny Anny se vyznačovalo zvyšováním vlivu ministrů a poklesem moci panovníka. Roku 1708 se Anna stala posledním britským panovníkem, který vetoval zákon parlamentu.
Annino jméno je spojeno s prvním světovým zákonem (vydán roku 1709) věnovaným autorskému právu. Podle něj výhradní práva k dílu náleží autorům, nikoli tiskařům, jak tomu bylo doposud.

## Potomci

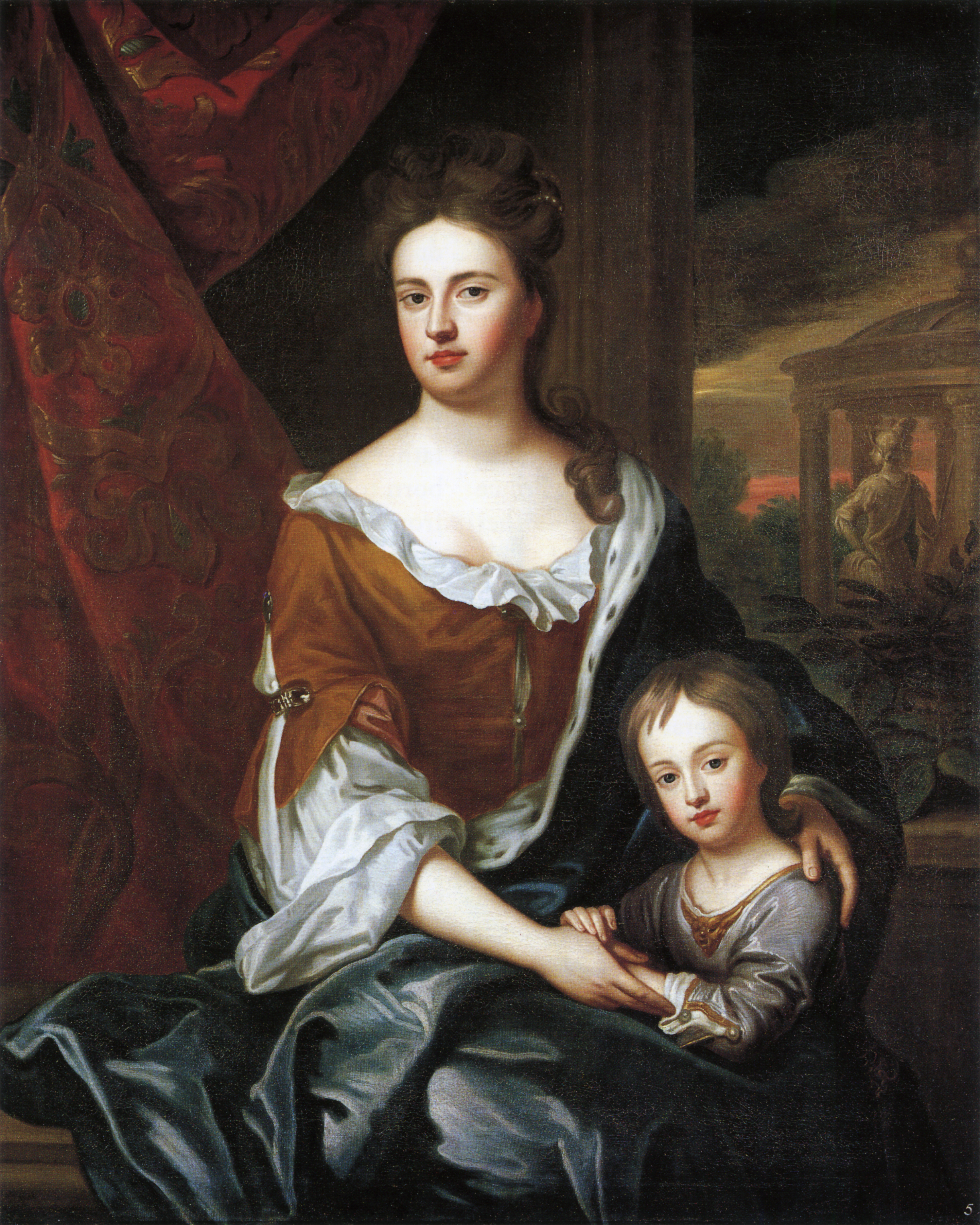
Anna Stuartovna se synem

Anna byla se svým manželem princem Jiřím Dánským těhotná nejméně osmnáctkrát ale většinu dětí potratila nebo se narodily mrtvé či zemřely jako nemluvňata.
Jejich jediný přeživší syn princ Vilém, vévoda z Gloucesteru nakonec v 11 letech zemřel.
- mrtvě narozená dcera (*/† 12. května 1684)
- Marie (2. června 1685 – 8. února 1687)
- Anna Sofie (12. května 1686 – 2. února 1687)

- potrat (21. ledna 1687)
- mrtvě narozený syn (*/† 22. října 1687)
- potrat (16. dubna 1688)

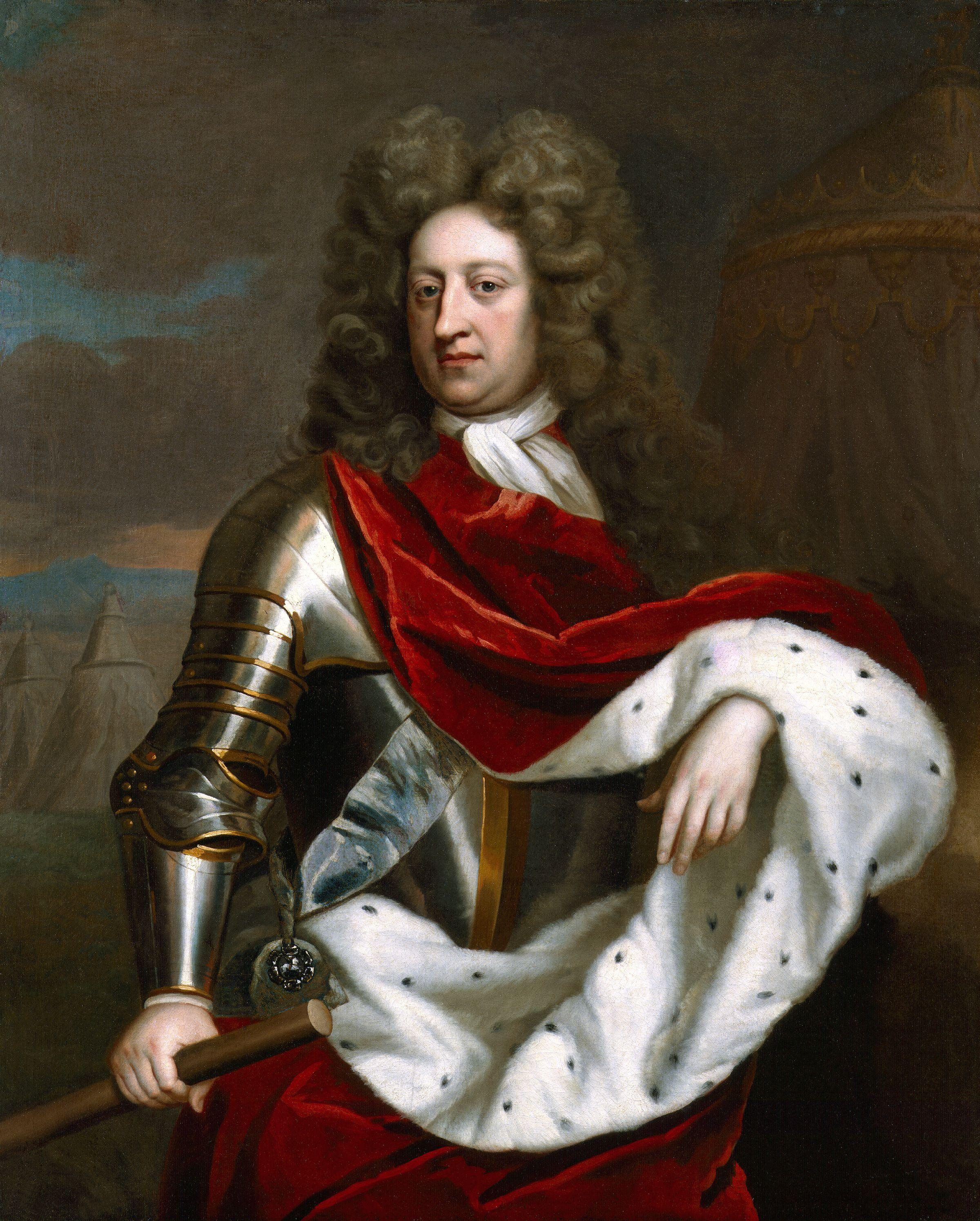
Annin manžel Jiří Dánský

- Vilém (24. července 1689 – 30. července 1700), vévoda z Gloucesteru
- Marie (*/† 14. října 1690)
- Jiří (*/† 17. dubna 1692)
- dcera narozena mrtvá (*/† 23. března 1693)
- potrat (21. ledna 1694)
- potrat dcery (17./18. února 1696)
- potrat dvojčat (20. září 1696)
- potrat (25. března 1697)
- potrat dvojčat (prosinec 1697)
- syn mrtvý (*/† 15. září 1698)
- syn mrtvý (*/† 24. ledna 1700)